# Bulgan (provins)
Bulgan (Булган аймаг med mongolisk kyrillisk skrift) är en provins (ajmag) i norra Mongoliet. Den har totalt 61 776 invånare (2000) och en areal på 48 700 km². Provinshuvudstad är Bulgan.

## Administrativ indelning
Provinsen är indelad i 16 distrikt (sum): Bajan-Agt, Bajanuur, Bugat, Bulgan, Büreghangaj, Dasjintsjilen, Gurvanbulag, Hangal, Hishig-Öndör, Hutag-Öndör, Mogod, Orchon, Rashaant, Sajhan, Selenge och Teshig.